# نملة دراكولا
نملة دراكولا (الاسم العلمي: Adetomyrma venatrix) هي نوع مهدّد بالانقراض من النمل يستوطن جزيرة مدغشقر. سُميت بذلك الاسم لأنها تشرب دم صغارها من أجل البقاء على قيد الحياة.

## أسرع فك حيوان في العالم
بحسب دراسة نُشرت في مجلة «الجمعية الملكية المفتوحة للعلوم»، فقد منح علماء لقب «أسرع فك حيوان في العالم» لهذه النملة، حيث قدّر العلماء سرعة فك هذا النوع من النمل بـ500 مرة أسرع من غمضة العين.